# FADEC

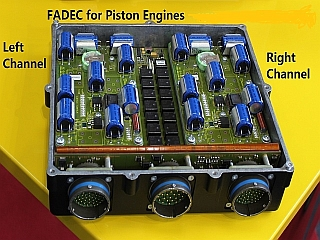
FADEC para motor de pistón

Un control digital del motor de mando total o FADEC (siglas en inglés de full authority digital engine control) es un sistema que consta de una computadora digital y componentes auxiliares que controlan el motor y la hélice de una aeronave, con el objetivo de lograr que el motor funcione con el mejor rendimiento en una determinada condición. 

## Historia
Originalmente, estos sistemas consistían en enlaces mecánicos simples conectados físicamente al motor. Al mover estas palancas, el piloto podía controlar el flujo de combustible, la potencia y otros parámetros del motor. La unidad de control de motor mecánico/hidráulico Kommandogerät para el motor radial a pistón BMW 801 de Alemania en la Segunda Guerra Mundial fue sólo un ejemplo notable de esto en sus últimas etapas de desarrollo. Este control mecánico del motor fue progresivamente sustituido primero por un control electrónico analógico del motor y, posteriormente, por un control digital del motor.
El control electrónico analógico varía una señal eléctrica para comunicar la configuración deseada del motor. El sistema supuso una mejora evidente con respecto al control mecánico, pero tenía sus inconvenientes, incluidas las interferencias de ruido electrónico comunes y problemas de confiabilidad. El control analógico de autoridad total comenzó a utilizarse en la década de 1960 y se incluyó como componente del motor Rolls-Royce/Snecma Olympus 593 del avión de transporte supersónico Concorde.Sin embargo, el control de entrada más crítico era digital en el avión de producción.
Posteriormente, se introdujo el control electrónico digital. En 1968, Rolls-Royce y Elliott Automation, junto con el National Gas Turbine Establishment, trabajaron en un sistema de control de motor digital que completó varios cientos de horas de funcionamiento en un Rolls-Royce Olympus Mk 320.En la década de 1970, la NASA y Pratt and Whitney trabajaron en conjunto en un primer FADEC experimental, utilizado por primera vez en un F-111 equipado con un motor izquierdo Pratt & Whitney TF30 altamente modificado. Los experimentos llevaron a que los motores Pratt & Whitney F100 y Pratt & Whitney PW2000 fueran los primeros en ser utilizados en aviones militares y civiles, respectivamente, equipados con FADEC, y más tarde el Pratt & Whitney PW4000 como el primer motor comercial "dual FADEC".El primer FADEC en servicio fue el motor Rolls-Royce Pegasus desarrollado para el Harrier II por Dowty y Smiths Industries Controls.

## Función
Los sistemas FADEC funcionan recibiendo múltiples señales de entrada de las condiciones de vuelo actuales, incluida la densidad del aire, la posición de la palanca del acelerador, las temperaturas y las presiones del motor y otros parámetros. Se elimina la necesidad de magnetos, calefacción del carburador, controles de mezcla aire-combustible, y cebado del motor. Una sola palanca de acelerador es característica de una aeronave equipada con un sistema FADEC. El piloto simplemente coloca la palanca del acelerador en una posición deseada, tal como arranque, ralentí, potencia de crucero, o potencia máxima, y el sistema ajusta el motor y la hélice de forma automática para el modo seleccionado. Estos sistemas no sólo proporcionan un funcionamiento eficiente del motor, sino que también permite al fabricante programar las limitaciones del motor y recibir informes de mantenimiento y estado del motor. 

## Seguridad
Los sistemas FADEC cumplen un papel esencial en el control del motor y la hélice, y pueden ser alimentados por el sistema eléctrico principal de la aeronave. En muchos aviones, el FADEC utiliza energía de un generador separado conectado al motor. En cualquier caso, debe haber una fuente eléctrica de seguridad disponible porque el fallo del sistema podría resultar en una completa pérdida de la potencia del motor. Para evitar la pérdida de empuje, dos canales digitales separados e idénticos se incorporan para redundancia, siendo cada canal capaz de proporcionar todas las funciones de motor y hélice sin limitaciones.